# Der Donaldist
Der Donaldist (Abkürzung: DD) ist eine nichtkommerzielle Zeitschrift, die sich der Erforschung des Entenhausener Universums, besonders der Donald-Duck-Geschichten nach Carl Barks und den Texten von Erika Fuchs, verschrieben hat. Sie wurde von Hans von Storch 1976 als Der Hamburger Donaldist (Abkürzung: HD) gegründet und erschien unter diesem Titel bis 1985 zur 51. Ausgabe. Herausgegeben wird Der Donaldist von der Deutschen Organisation nichtkommerzieller Anhänger des lauteren Donaldismus (D.O.N.A.L.D.). Der DD ist gleichzeitig das Zentralorgan dieser Organisation.
Inhalte des DD sind aktuelle Forschungsthemen aus dem Bereich des Donaldismus, Spaßartikel wie z. B. mit Duck-Panels bebilderte Liedertexte, aber auch ganz normale Berichte aus dem Vereinsleben der D.O.N.A.L.D. Der DD erscheint nach Möglichkeit und Artikelmenge etwa zweimal im Jahr. Aktuell finden mit Ausnahme des alljährlichen Kongressberichtes nur Forschungsberichte im DD Platz.

## Sonderhefte
Zusätzlich zum Der Donaldist erscheinen unregelmäßig Sonderhefte zu bestimmten Themen, beispielsweise über einzelne Zeichner. Ebenfalls in dieser Reihe erschienen von 1986 bis 2010 jährlich Kalender der D.O.N.A.L.D.
- 1: Prof. N. Nomiat: Entenhausen – das neue Jerusalem
- 2: Peter Prietzel: Fallstudie über eine Fehlleistung
- 3: Gerd Sembritzki: Donald Duck und das pädagogische Ethos des Ehapa-Verlages
- 4: Bruno Diepen: Die tollsten Details im zeichnerischen Werk von Carl Barks
- 5: Hans von Storch (Hrsg.): Barks-Poster zum Basteln
- 6: Jost-Tobias Reinert: Für einen donaldistischen Frühling
- 7: Volker Reiche: Donald Duck liest Brecht
- 8: Klaus Spillmann: Carl Barks Index
- 9: Die große Franz-Gans-Kampagne
- 10: Klaus Spillmann: Micky Maus Index
- 11: Hey Daisy, whatever happened to Scrooge?
- 12: Boemund v. Hunoltstein: Kopisten am Werk
- 13: Horst Schwede und Frank Beers: Donaldisten besuchen Donaldisten
- 14: Hey Daisy, whatever happened to Scrooge?
- 15: Klaus Spillmann: Der Carl Barks Index
- 16: Boemund v. Hunoltstein: Die Donald-Zeichner neben Carl Barks
- 18: Bruno Diepen: Mehr Details aus dem Werk von Carl Barks
- 19: Thomas Andrae und Geoffrey Blum: Das Ferne und Vergangene
- 21: Ulrich Merkl: Barks Script – Ein unbekanntes Kapitel im Schaffen von Carl Barks
- 22: Manfred Härtel: Al Taliaferro Index
- 24: Frank Beers, Horst Schwede, Maikel Das und Ulrich de Planque: Deutscher Carl Barks Index
- 27: Stefan Schmidt: Hommage an Floyd Gottfredson
- 28: Otto Burzlaff: Die tollsten Geschichten von Donald Duck – Inhaltsverzeichnis und Register der Sonderhefte seit 1965. Band 1
- 30: Markus von Hagen: Von Mäusen und Enten – Schatzkästlein Entenhausener Poesie
- 34: Boemund v. Hunoltstein: Ehapa durchleuchtet: Manipulative Eingriffe in die deutschen Disney-Comics
- 39: - nicht erschienen -
- 40: PaTrick Martin, Oliver Martin, Peter Jacobsen, Klaus Harms: Biodiversität in Entenhausen – Barks' Thierleben
- 41: Otto Burzlaff: Die tollsten Geschichten von Donald Duck – Inhaltsverzeichnis und Register der Sonderhefte seit 1965. Band 2
- 43: Boemund v. Hunoltstein: Index der „dünnen“ Taschenbücher
- 45: Jürgen Wollina: Entenhausen Deine Brücken
- 53: Christian Mahnke: Al Taliaferro
- 55: Jürgen Wollina: Der einzig wahre Stadt- und Umgebungsplan von Entenhausen
- 57: Martin Söllig: Die Neffen
- Extra-Ausgabe: Donald Duck im Mickey Mouse Weekly von William Ward, 1937-1940
- 58: Barbara Janz: Das Kochbuch der D.O.N.A.L.D.
- 59: Jakob Breu: Die Geschichte Entenhausens

Bei den Ausgaben 17, 20, 23, 25–26, 29, 31–33, 35–38, 42, 44, 46–52, 54, 56 handelte es sich um Kalender.